# Adriana Basile

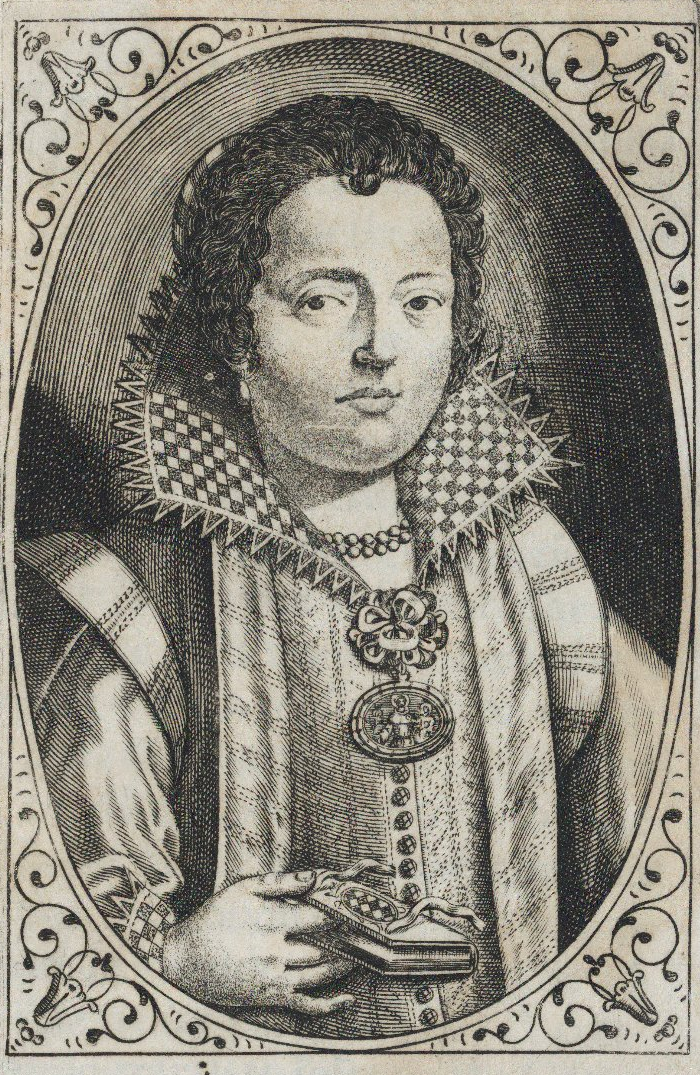
Adriana Basile. Folger Shakespeare Library Digital Image Collection

Adriana Basile, eigentlich Andreana Basile oder Andriana Basile, auch Adriana Basile Baroni (* um 1580 vermutlich in Posilippo bei Neapel; † nach 1642 möglicherweise in Neapel) war eine italienische Opernsängerin (Kontraalt) des frühen Belcanto und Musikerin, auch bekannt als „la bella Adriana“ („die schöne Adriana“) oder als „la sirena di Posilippo“ („Sirene von Posilippo“).

## Biographie
Adriana Basile war die Schwester des Schriftstellers Giambattista Basile und des Komponisten und Poeten Lelio Basile. Sie war nicht nur für ihre schöne Stimme und ihren außergewöhnlichen Gesang berühmt, sondern auch für ihre Schönheit. Sie spielte außerdem mehrere Instrumente, auf denen sie sich bei ihren Konzerten auch selbst begleitete: Harfe, Lira und spanische Gitarre.
Die „schöne Adriana“ galt einhellig als die führende Sängerin ihrer Zeit, mehrere Poeten widmeten ihr Lobeshymnen in Versform, unter anderem die 1623 und 1628 gedruckte Sammlung Teatro delle glorie della signora Adriana Basile alla virtù di lei delle cetre degli Anfioni di questo secolo fabbricato (mit Werken verschiedener bekannter und unbekannter Autoren, u. a. Marino), und L'idea della veglia (1640). Francesco Rasi huldigte ihr 1619 in La cetra di sette corde, und Giovan Battista Marino in L’Adone, canto VII (1623) und in seinen Rime, II (Edition von 1629).
Von ihrer Heimat Neapel aus verbreitete sich Adrianas Ruhm über ganz Italien. Vincenzo I. Gonzaga, der Herzog von Mantua, versuchte sie mit allen Mitteln an seinen Hof zu verpflichten, wo zu dieser Zeit auch Claudio Monteverdi wirkte. Die Sängerin verließ schließlich am 23. Mai 1610 mit ihrem Mann Muzio Baroni – einem kalabresischen Edelmann im Dienste des Luigi Carafa, Fürsten von Stigliano –, und einigen Familienmitgliedern Neapel und machte zunächst einen Zwischenstopp in Rom. Dort lernte sie den Kardinal Ferdinando Gonzaga kennen, den jüngeren Sohn des Herzogs von Mantua. Dieser lobte sie in mehreren Briefen an seinen Vater und schrieb unter anderem am 26. Juni, die Basile habe „…hier unsterblichen Ruhm hinterlassen und die ganze Stadt in Bewunderung versetzt, da sie wirklich die erste Dame (prima donna) der ganzen Welt ist, sowohl im Gesang, als auch in Bescheidenheit und Ehrbarkeit“.
Adriana Basile hatte bereits am 13. Juni Florenz erreicht und war dort zu Gast im Hause Giulio Caccinis, wo sie vor Mitgliedern der camerata de’ Bardi einige Solo-Madrigale aus der Feder des Grafen Giovanni de’ Bardi sang. Unter den Anwesenden waren auch Iacopo Peri und Giovanni de’ Bardi; alle waren sich einig, dass ihr Gesang einfach unvergleichlich sei. Der Großherzog Cosimo II. de’ Medici wollte sie an seinem Hof behalten, und war derart enthusiastisch, dass er ihr ein wertvolles vierreihiges Perlen-Collier schenkte und einen Edelstein im Wert von 300 Gold-Scudi (scudi d’oro). Am 24. Juni 1610 trat die Basile zum ersten Mal im Spiegelsaal des Palazzo Ducale in Mantua auf, und auch Monteverdi war von ihrer sängerischen Bravour hingerissen: Davon zeugen mehrere seiner Briefe, wo er die klare Überlegenheit Adrianas über andere berühmte Virtuosinnen hervorhebt, namentlich Ippolita Recupito (auch bekannt als „Ippolita del cardinal Montalto“) und die als „Cecchina“ bekannte Francesca Caccini, die Tochter Giulio Caccinis.
Im Dezember 1611 brachte Adriana eine Tochter zur Welt, die sie im Gedenken an die kurz zuvor verstorbene Herzogin „Eleonora“ nannte. Diese wurde später als Leonora Baroni ebenfalls eine berühmte Sängerin, die ihrer Mutter im Gesang mindestens ebenbürtig war, oder sie vielleicht sogar noch übertraf.
1612, kurz vor seinem Tode, erhob Herzog Vincenzo Adriana zur Baronin von Piancerreto in Monferrato. Auch von seinen Söhnen Francesco und dem neuen Herzog Ferdinando (dem Ex-Kardinal) wurden sie und ihre Familie weiterhin mit zahlreichen Gunst- und Ehrenbezeugungen bedacht. Am Hofe der Gonzaga lebten außer Adriana auch ihre Brüder Lelio und Giambattista sowie ihre Schwestern Vittoria und Margherita.
Zwischen 1618 und 1620 reiste Adriana, teilweise im Gefolge des Herzogs, nach Florenz, Rom und in ihre Heimat Neapel. Während dieser Zeit brachte sie ihre Tochter Caterina zur Welt. 1620 kehrte sie nach Mantua zurück, wo sie im März 1621, anlässlich der Papstwahl von Gregor XV. und der Thronbesteigung Philipps IV. von Spanien, zusammen mit den Schwestern des Herzogs, Margherita und Eleonora, an der Aufführung von Alessandro Guarinis Licori o L’Incanto d’amore teilnahm. 1623 reiste sie im herzoglichen Gefolge nach Venedig, und blieb dort auch nach der Abreise der Gonzaga.
Anfang 1624 verließ sie mit Erlaubnis der Herzogin Mantua endgültig, um ins heimatliche Neapel zurückzukehren. Noch das gesamte Jahr 1625 über versuchten die Gonzaga, sie nach Mantua zurückzulocken, aber sie lehnte ab. Auch Prinz Ladislao von Polen wollte sie an seinen Hof engagieren. In Neapel selber stand sie außerdem in hoher Gunst des Vizekönigs Don Antonio Álvarez de Toledo, Herzog von Alba.
1630 war die Basile wieder auf Reisen in Richtung Genua, zusammen mit ihrer Tochter Leonora; sie kamen im Mai auf der Durchreise nach Florenz, nach dem Zeugnis des Chronisten Cesare Tinghi. 1633 übersiedelte sie mit ihrer Familie nach Rom, wo sie weiterhin Konzerte mit triumphalem Erfolg gab. Dabei bildete sie zusammen mit ihren Töchtern Leonora und Caterina ein berühmtes Terzett, nach dem Vorbild des ehemaligen Concerto delle Dame von Ferrara. So hörte sie André Maugars in Rom am 1. Oktober 1639; alle drei sangen und spielten verschiedene Instrumente: Adriana begleitete sich auf der Lira, Leonora mit der Theorbe und Caterina auf der Harfe.
In den 1630er Jahren kümmerte sich die Basile um die Publikation mehrerer Werke ihres verstorbenen Bruders Giambattista. In der Ausgabe seiner Teagene schrieb sie 1637 eine Widmung an den Kardinal Antonio Barberini, unter dessen Protektion sie während ihres römischen Aufenthalts lebte. Am 24. September 1639 war sie nach einem erlittenen Affront drauf und dran, Rom zusammen mit ihren Töchtern zu verlassen, aber Kardinal Barberini schaffte es, sie davon abzubringen.
Noch bis vor kurzem dachte man, Adriana Basile sei um 1640 in Rom verstorben, es ist jedoch mittlerweile dokumentarisch belegt, dass sie im November 1640 nach Neapel reiste und dort im August 1642 noch am Leben war.